# Shattered Union
Shattered Union és un videojoc de tàctiques per torns desenvolupat per PopTop Software i publicat per 2K Games el 2005.

## Argument
Shattered Union té lloc en un Estats Units alternatiu. L'any 2008, el candidat David Jefferson Adams ha sigut triat el 44è President dels Estats Units després d'unes eleccions molt disputades i amb empat en els col·legis electorals (amb un posterior desempat en la Cambra de Representants), convertint-se en el president més odiat i impopular de la història dels EUA.